# Гажа
Гажа́ (рос. гажа, англ. chalk) — осадова гірська порода, різновид мергелю, пухка розсипчаста порошкоподібна маса кальциту, відкладення у водоймищах озерно-болотного типу. Інша назва — мергель луговий. Гажа може містити домішки глини. Використовується для виготовлення цементу, вапна, вапнування ґрунтів.